# Martin Mühleis

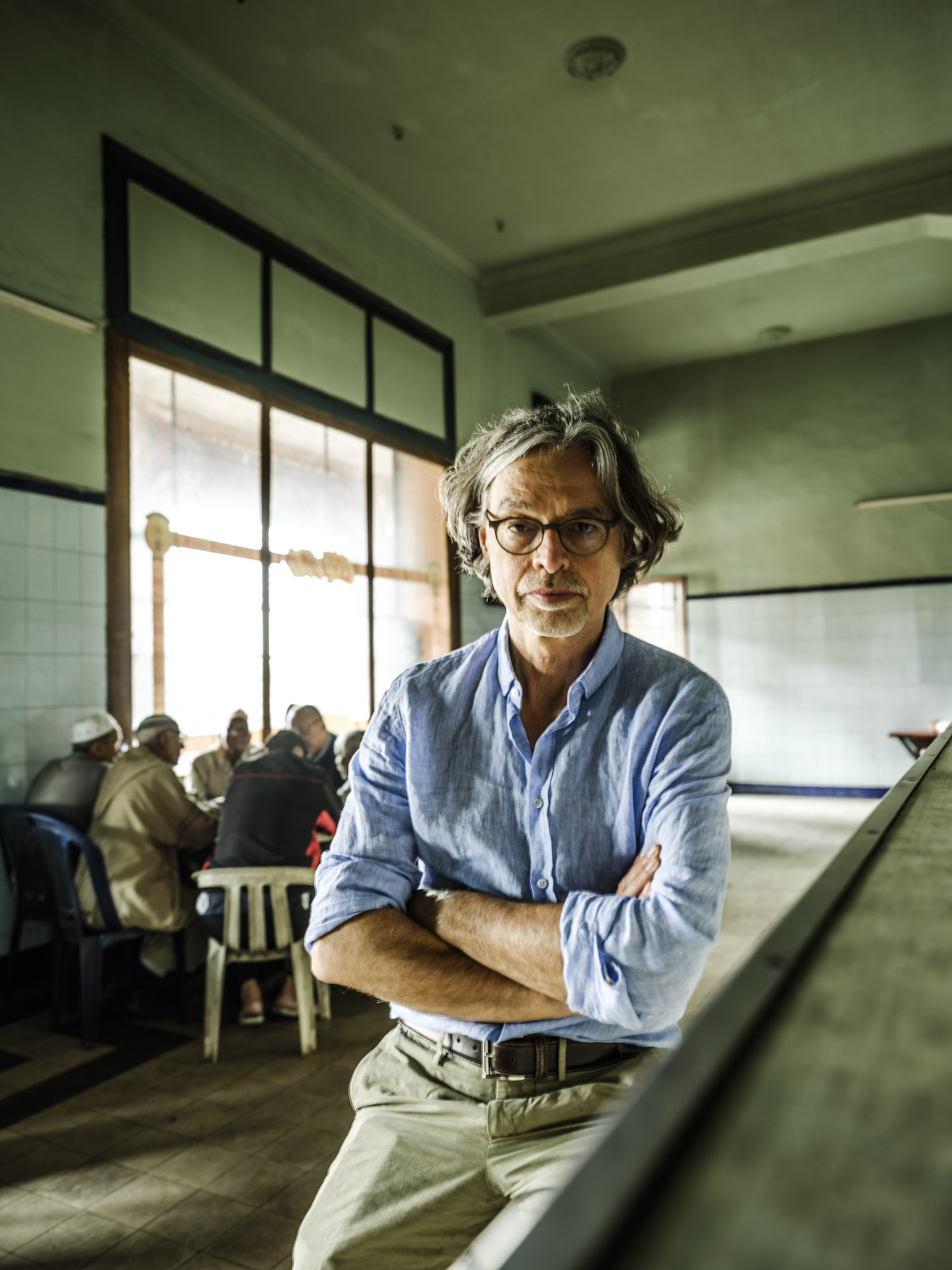
Martin Mühleis (2017)

Martin Mühleis (* 15. Februar 1957 in Schwäbisch Gmünd) ist ein deutscher Regisseur, Drehbuchautor, Produzent und Verleger. Seit 2006 ist er vor allem bekannt als künstlerischer Leiter des sagas.ensembles in Stuttgart.

## Leben und künstlerisches Wirken
Martin Mühleis ist Absolvent der Hochschule für Fernsehen und Film München. Als Autor und Regisseur drehte er elf abendfüllende Filme für den SDR, den Bayerischen Rundfunk, den WDR, Radio Bremen und das ZDF.
1986 gründete er gemeinsam mit Freunden die Kulturreihe musikwinter in Gschwend. Nebst Klassik- und Jazzkonzerten (u. a. mit Jan Garbarek, Charlie Haden, Michael Brecker, Eberhard Weber, Kim Kashkashian, Sabine Meyer, Heinz Holliger, Gidon Kremer), konzipierte er für den musikwinter zahlreiche literarische Programme.
Anfang der 1990er Jahre erwarb er ein denkmalgeschütztes Areal in der Dorfmitte, um es vor dem Abriss zu bewahren und renovierte die sich darauf befindenden Gebäude. Im Jahr 1992 eröffnete er darin das Restaurant Herrengass, 1995 das Kulturzentrum bilderhaus. Kurze Zeit später verkaufte er das Restaurant an den damaligen Pächter und übertrug das Kulturzentrum an den gleichnamigen Verein.
Im bilderhaus entwickelte er zwei Vortrags- und Diskussionsformate (Rendezvous, Die Weltreligionen), die sich in jährlichen Reihen mit gesellschaftspolitisch relevanten Themen befassen. Persönlichkeiten aus Wissenschaft und Politik, Kultur und Medien sind seitdem regelmäßig im bilderhaus zu Gast (u. a. Gesine Schwan, Herfried Münkler, Julian Nida-Rümelin, Wolfgang Wahlster, Harald Welzer, Iris Radisch).
Im Frühjahr 2019 kündigte er seinen Abschied aus der aktiven Arbeit für das bilderhaus an, im Herbst 2020 übergab er seine geschäftsführende Tätigkeit an ein neues Team.
Seit 2006 Jahren ist Martin Mühleis künstlerischer Leiter des sagas.ensembles. In seinen Bühnenarbeiten hat er eine eigene Form zwischen Melodrama (Theater) und literarischer Revue entwickelt, eine Architektur aus Sprache, Musik, Lichtdesign und Schauspiel. Seine Stücke spielen in etablierten Schauspielhäusern und Konzertsälen im ganzen deutschsprachigen Raum. Eine enge künstlerische Zusammenarbeit verbindet ihn mit dem Musiker und Komponisten Libor Sima, mit dem er nicht zuletzt das Melodram Ahab (nach Motiven des Romans Moby Dick von Herman Melville) realisiert hat. Im September 2010 wurde es von der Sächsischen Staatskapelle Dresden uraufgeführt.
2008 gründete Martin Mühleis den Verlag sagas.edition, ausschließlich als Publikationsplattform für Hörbücher und Bücher, die mit seinen Bühnenprogrammen korrespondieren. Schon ein Jahr nach Gründung der sagas.edition aber konnte er auch als Verleger eines Titels, welcher nicht im Zusammenhang mit seinen Bühnenarbeiten steht, einen  Erfolg feiern: Ulrich Kienzles Abschied von 1001 Nacht wurde von der Kritik gefeiert und stand 19 Wochen lang in der Spiegel-Bestseller-Liste.
Bis heute liegt Martin Mühleis´ Fokus auf seinen Theaterarbeiten.

## Schaffen

### Theatrografie (Auswahl)
- 2006: Als ich ein kleiner Junge war, nach Erich Kästner mit Walter Sittler & Die Sextanten
- 2009: Prost, Onkel Erich!, nach Erich Kästner mit Walter Sittler & Die Sextanten
- 2011: AHAB, nach Herman Melville mit Dominique Horwitz und der Sächsische Staatskapelle Dresden (Melodrama)
- 2012: Toxic, mit Uwe Ochsenknecht
- 2013: Drei Frauen aus Deutschland, mit Sophie Rois, Gesine Cukrowski und Claudia Michelsen (Literarische Collage)
- 2014: Seide, nach Alessandro Baricco mit Joachim Król & South of the Border Trio
- 2014: Alle Jahre (schon) wieder, mit Rudolf Kowalski, Eva Scheurer & The three rednosed Reindeers
- 2014: Mitten im Milchwald, mit Rudolf Kowalski, Eva Scheurer & Helena Rüegg
- 2015: Eine Weihnachtsgeschichte, nach Charles Dickens mit Miroslav Nemec, Udo Wachtveitl & sagas-Streichquintett
- 2017: Der erste Mensch, Le premier homme, nach Albert Camus mit  Joachim Król & L´orchestre du Soleil
- 2018: Hiob, nach Joseph Roth mit Samuel Finzi & Gebrüder Glücklich
- 2019: Alexis Sorbas, nach Nikos Kazantzakis mit Miroslav Nemec & Orchistra Laskarina
- 2019: Ein Mann im Schnee, mit Walter Sittler & Die Sextanten
- 2020: Chocolat, mit Ann-Kathrin Kramer & Harald Krassnitzer

### Filmografie (Auswahl)
- 1979: Besuch in der Provinz
- 1979: Fünf Minuten Ende der Welt
- 1980: Vorsicht falls´ spritzt
- 1980: Weihnachtssafari
- 1980: Erst die Arbeit und dann kein Vergnügen
- 1982: Lange nicht mehr Schwein gehabt
- 1983: Und keiner weiß warum
- 1987: Vom Umgang mit der Wirklichkeit
- 1988: Gegen die Zeit
- 1989: Der Brückenbauer
- 1992: Ausgespielt

### Arbeiten als Musikproduzent
- 2007: Stages of a Long Journey mit u. a. Eberhard Weber, Jan Garbarek & Radio-Sinfonieorchester Stuttgart des SWR (ECM Records)
- 2015: Hommage à Eberhard Weber mit u. a. Pat Metheny, Gary Burton und der SWR Big Band Stuttgart (ECM Records)

### Arbeiten als Verleger

#### Bücher
- Abschied von 1001 Nacht. Mein Versuch, die Araber zu verstehen von Ulrich Kienzle. sagas.edition, Stuttgart 2011, ISBN 978-3-9812510-7-4
- Ulrich Kienzle und die siebzehn Schwaben von Ulrich Kienzle. sagas.edition, Stuttgart 2012, ISBN 978-3-9812510-4-3
- Die Schwaben. Wie sie wurden, was sie sind. von Ulrich Kienzle. sagas.edition, Stuttgart 2013, ISBN 978-3-9812510-0-5
- Hoffen auf das Bessere von Sybil Gräfin Schönfeldt. sagas.edition, Stuttgart 2013, ISBN 978-3-9446600-0-4
- Zeit, sich einzumischen von Walter Sittler und Gerd Leipold. sagas.edition, Stuttgart 2013, ISBN 978-3-9812510-1-2
- Die Frau des Journalisten von Ilse Kienzle. sagas.edition, Stuttgart 2014, ISBN 978-3-9812510-2-9
- Politzirkus Washington von Mark Leibovich. sagas.edition, Stuttgart 2014, ISBN 978-3-9446600-6-6
- Sie sind ein Elefant, Madame!  von Sybil Gräfin Schönfeldt. sagas.edition, Stuttgart 2014, ISBN 978-3-9446600-5-9
- Résumé. Eine deutsche Jazz-Geschichte von Eberhard Weber. sagas.edition, Stuttgart 2015, ISBN 978-3-9446600-4-2
- Tödlich Naher Osten von Ulrich Kienzle. sagas.edition, Stuttgart 2017, ISBN 978-3-9446601-2-7

#### Hörbücher
- Als ich ein kleiner Junge war nach Erich Kästner mit Walter Sittler & Die Sextanten. Atrium, Stuttgart 2010, ISBN 978-3-8553537-7-4 (Textbearbeitung und Realisierung)
- Wo kommsch denn Du alds Arschloch her? mit Ulrich Kienzle. sagas.edition, Stuttgart 2008, ISBN 978-3-9812510-9-8
- Vom Kleinmaleins des Seins nach Erich Kästner mit Walter Sittler & Die Sextanten. sagas.edition, Stuttgart 2010, ISBN 978-3-8553537-6-7
- Frida Kahlo. Ich lächelte. Weiter nichts. Und in mir wurde es hell. mit Suzanne von Borsody und Trio Azul, sagas.edition, Stuttgart 2011, ISBN 978-3-9812510-8-1
- Eine Weihnachtsgeschichte nach Charles Dickens mit Miroslav Nemec, Udo Wachtveitl & sagas-Streichquintett. sagas.edition, Stuttgart 2016, ISBN 978-39446601-1-0

### Arbeiten für das bilderhaus (Auswahl)
- 1990 – 2000: Dekaden. Eine literarisch-musikalische Langzeitrevue in Zehnjahresschritten mit u. a. Rosemarie Fendel, Eva-Maria Hagen, Annette Krause, Elisabeth Verhoeven, Christian Brückner, Wolfgang Höper, Ernst Konarek, Walter Sittler